# 浦野本一
浦野 本一（うらの もといち、1880年2月8日 - 1972年8月14日）は、日本の政治家。愛知県猿投村長、猿投村議会議員、西加茂郡会議員などを歴任した。
元衆議院議員の浦野幸男は長男。

## 来歴
愛知県四郷村（現・豊田市四郷町下古屋）に、農業を営む浦野又一の次男として出生。尋常小学校花本学校（現・豊田市立青木小学校）卒業。1902年から米穀飼料肥料商を営む。1918年から西加茂郡会議員を1期務め、1931年から1947年にかけて猿投村議会議員を務めた。その間、猿投信用販売購買利用組合理事長も務めた。同理事長として機械化導入を唱え、大正末から昭和初期にかけて、足踏み脱穀機、牛馬耕運機を取り入れ、牛馬耕を広く指導した。
1947年、全国の自治体で第1回の公選選挙が行われ、浦野は猿投村長に初当選した。農地改革にあたっては日夜地域住民を説得、指導にあたった。また、山林、原野の開墾、土地改良事業を推し進めた。
同年12月に消防組織法が公布されると、消防団設置条例をいちはやく制定し、大型ポンプ自動車の購入やガソリンポンプへの切り替えなどを他町村にさきがけて実施した。1951年、婦人消防隊、少年消防クラブを結成。全村あげての諸活動が認められ、日本消防協会から竿頭綬の表彰を受ける。
1951年、200町歩の農地整理を行うとともに、かんがい事業、果樹の奨励をはかった。製陶原料の豊富なことに着目し、鈴菊製陶を誘致。地域産業の振興に大きな足掛かりをつくった。
1956年、猿投村教育委員長に就任。1971年、勲六等単光旭日章を受章。1972年8月14日、死去。92歳没。